# Into the Everflow
Into the Everflow è il secondo album in studio del gruppo musicale statunitense Psychotic Waltz, pubblicato nel novembre 1992 dalla Dream Circle Records.

## Tracce
Testi di Buddy Lackey.
1. Ashes – 5:09
2. Out of Mind – 4:45
3. Tiny Streams – 5:02
4. Into the Everflow – 8:18
5. Little People – 4:07
6. Hanging on a String – 3:49
7. Freakshow – 5:40
8. Butterfly – 9:18

Contenuto bonus nella riedizione del 2004
- CD 1

1. Disturbing the Priest – 5:58

- CD 2 – Into the Everflow Demo

1. Into the Everflow
2. Tiny Streams
3. Little People
4. Hanging on a String
5. Freakshow
6. Butterfly

- CD 2 – Aslan Demo

1. To Chase the Stars
2. No Glory
3. Spiral Tower
4. The Fry Tape

## Formazione
- Buddy Lackey – voce, percussioni (traccia 8)
- Dan Rock – chitarra, tastiera, pianoforte, percussioni (traccia 8)
- Ward Evans – basso
- Brian McAlpin – chitarra
- Norm Leggio – batteria, percussioni

Produzione
- Ralph Hubert – produzione, ingegneria del suono, missaggio
- Dan Rock – missaggio
- Buddy Lackey – missaggio